# Pleuronodes tessmanni
Pleuronodes tessmanni là một loài bướm đêm trong họ Noctuidae.